# 컨트롤 (2007년 영화)
《컨트롤》(Control)은 2007년에 공개된 영국의 전기 영화이다. 뉴 오더의 전신 조이 디비전의 보컬로서 카리스마적인 빛을 발하지만, 내면에 고독과 고뇌로 인해 불과 23세의 젊은 나이에 스스로 목숨을 끊은 전설의 록 가수인 이언 커티스의 짧지만 파란만장한 후반 삶을, 흑백 영화의 섬세한 영상으로 기록한 음악 전기 드라마이다. 이언 커티스의 아내였던 데보라 커티스의 저서 《먼 곳의 손길》을 기반으로 제작했다.

## 줄거리
1970년대, 데이비드 보위와 이기 팝을 동경하던 이언 커티스는 19세의 어린 나이에 운명적으로 다가온 사랑 데보라와 결혼했다. 낮에는 직업 상담소 직원으로 밤에는 무명 밴드의 리드 보컬로 활동하던 그는 타고난 음악적 재능을 발휘하면서, 본격적으로 조이 디비전이라는 밴드를 구성해 활동을 펼친다. 이 후 연이은 앨범 성공과 함께 대중의 쏟아지는 관심을 얻게 된 그는 자연스레 고향인 맨체스터와 가정에서 멀어지고, 공연장에서 만난 여인 아닉과 깊은 사랑에 빠진다. 갑작스런 명성과 또 하나의 사랑 앞에서 혼란스러운 이언에게 공연 도중 찾아온 발작 증세는 무대에 대한 두려움을 가중시키며 그를 괴롭게 만든다. 결국 어느 하나 스스로 컨트롤 할 수 없었던 그는 23세 어린 나이에 자살이라는 극단적인 선택으로 짧은 생을 마감한다.

## 출연

### 주연
- 샘 라일리
- 사만다 모튼

### 조연
- 크레이그 파킨슨
- 조 앤더슨
- 나이젤 해리스
- 니콜라 해리슨

## 기타
- 원작자: 데보라 커티스
- 공동제작: 데보라 커티스
- 공동제작: 피터 헤슬로프
- 공동제작: 토니 윌슨
- 미술: 크리스 루프
- 배역: 샤힌 베이그